# بندار الرازي
بندار الرازي (ت. 401 هـ) هو من مشاهير شعراء إيران في القرن الرابع الهجري.
هو أبو الفتح كمال الدين بندار بن أبي نصر الخاطري الرازي، الملقب بملك الكلام. تتلمذ لدى الصاحب بن عباد. له ديوان شعر، وكان ينظم باللغات الفارسية والعربية والديلمية.